# Insomniac (албум групе Green Day)
Insomniac је четврти студијски албум панк рок групе Грин деј. Објављен је 1995. године за издавачку кућу Рипрајз рекордс. 

## Списак песама
Све песме су написали Били Џо Армстронг (текстови) и Грин деј (музика), осим ако је назначено другачије.
1. "" – 2:17
2. "" – 1:43
3. "Stuck With Me" – 2:16
4. "Geek Stink Breath" – 2:15
5. "" – 2:20
6. "" – 2:07
7. "86" – 2:48
8. "" (Били Џо Армстронг, Мајк Дирнт, Грин деј) – 3:35
9. "" – 2:04
10. "" – 3:13
11. "" – 1:31
12. "" – 2:13
13. "" – 2:01
14. "" – 2:31

## Синглови
- – први сингл, 1995.
- – други сингл, 1995.
- – трећи сингл, 1996.